# 山崎隆之
山崎 隆之（やまさき たかゆき、1981年2月14日 - ）は、将棋棋士である。棋士番号は227。森信雄門下。広島県広島市佐伯区出身。氏名の正式表記は山﨑隆之。

## 棋歴

### 修行時代
1992年、11歳のときに、森信雄門下で奨励会に入会。中学時代の1993年より森の家で内弟子として暮らした。一方でほぼ順調に昇級昇段を重ね、1995年6月、中学3年のときに三段となる。しかしながら、三段リーグでは苦戦し、在籍した5期（2年半）の勝率は5割台であった。

#### 阪神・淡路大震災と兄弟子の死去、破門と復縁
1995年1月17日　阪神・淡路大震災によって山崎が下宿していた師匠・森の家が住めなくなり、また森一門では山崎の兄弟子である船越隆文が震災により死去した（享年17歳）。
船越の死因は、住んでいたアパートが倒壊したことによる圧死である。船越はまだ奨励会在籍中であり、親元を離れてアパートで1人暮らしを始めていた。そのアパートは森が将棋研究で住環境が良いとして推薦し太鼓判を押していたものであったため、森は船越の死亡責任を感じて「弟子を取るのをやめる」と言い出す。
さらに、棋士としてデビューしようと焦る山崎に対しても、森は「山崎君は将棋のことしか考えていない」と破門し、実家に帰省させた。
しかし、船越の両親が「隆文のためにも弟子を取るのを続けてください」と森に言ってくれたので、森は弟子を取ることを継続し、一度は破門し実家に帰した山崎を復縁した。このため、山崎は晴れて森信雄門下の棋士としてプロデビューすることになった。

### 新人時代
1998年4月のプロデビュー後、特に3年目以降からは、一転して非常に高い勝率を挙げるようになり、通算勝率で羽生善治に次ぐ2番手を、木村一基、深浦康市らと長く争ってきていた。度々タイトル戦の予選の上位に進出し、たとえば、王位戦では、第42期（2001年）、および、第45、46、48、49期の挑戦者決定紅白リーグに入っている。第45期（2004年）では白組で優勝したが、紅組優勝の羽生善治との挑戦者決定戦で敗れ、タイトル初挑戦を逃した。
2000年度、第31回新人王戦で棋戦初優勝（当時19歳）。同棋戦での10代の優勝者は、森内俊之、羽生善治に次ぎ3人目である。さらには、4年後の第35回でも優勝している（後述）。
2002年度、第21回早指し新鋭戦で優勝。この回をもって終了した同棋戦の最後の優勝者となる。
2003年度、第16期竜王ランキング戦5組で優勝し、本戦トーナメントでも2勝を挙げる。また、2002年度から2003年度にかけて、歴代3位タイの公式戦22連勝をマークする。

### 一般棋戦での活躍
2004年11月4日、第35回新人王戦決勝で佐藤紳哉を破り2度目の優勝を果たす。
第54回（2004年度）NHK杯戦において決勝で羽生善治を破り、全棋士参加棋戦での初優勝を達成。そのすぐ後、準タイトル戦の朝日オープン将棋選手権で羽生選手権者に挑戦し、同じ顔合わせでの対決となる。自身初の和服での番勝負に臨んだが、0-3のストレートで敗退した。これらの活躍から、2005年（1月 - 12月）の獲得賞金・対局料ランキングで2299万円で全棋士中7位となった。無冠で六段の棋士がベストテンに入るのは異例である。また、これにより、2006年のJT将棋日本シリーズへの出場権を得た。
2005年度、第64期順位戦C級1組で10戦全勝（渡辺明にも勝利）し、渡辺とともにB級2組へ昇級。
連覇を期して臨んだ第55回（2005年度）NHK杯戦の準決勝（対渡辺明戦、2006年1月9日放送）で、詰みを逃して敗れる。投了の直後、「馬鹿すぎるー」というぼやきを連発した。とはいえ、谷川浩司は、この一局を「終盤の名局」であるとして、2006年のNHK将棋講座の中で取り上げている。

### 七段昇段後
2006年に七段に昇段。これは、竜王戦の規定による昇段の条件（の一つ）が「竜王ランキング戦2回連続優勝」から「竜王ランキング戦2回連続昇級」へ緩和された後に適用された初のケースである。また、これにより師匠（森信雄）の段位を、師匠が現役のまま複数の弟子（村山聖と山崎）が追い抜く、珍しい記録も作った。
2007年度、第66期順位戦B級2組で8勝2敗で1位の成績を挙げ、B級1組へ昇級。
2008年5月2日、第21期竜王ランキング戦2組の準決勝で勝利し、初の1組入りを決める。決勝でも久保利明に勝って2組優勝し、賞金280万円を獲得した。この活躍もあり、2008年の賞金・対局ランキングでは1439万円で15位となり、出場枠の選出順で最後尾の16番目で2009年の第3回大和証券杯ネット将棋・最強戦への参加資格を得た。すれすれの出場権獲得ではあったが、ふたを開けてみれば、羽生善治名人、鈴木大介八段、久保利明棋王、そして、決勝（2009年8月2日）では当時絶好調の木村一基八段（称号・段位は、いずれも当時）という並み居る強豪を倒しての優勝という結果であった。
2009年7月27日、第57期王座戦挑戦者決定戦において中川大輔七段を破り、初のタイトル挑戦を決める。しかし、王座戦五番勝負では羽生善治王座に3連敗を喫し、タイトル獲得はならなかった。
2011年の竜王ランキング戦では2組2位で本戦出場・1組に復帰。1組に復帰した2012年は2位となり、豊島将之・飯島栄治を破って丸山忠久との挑戦者決定三番勝負を戦うも1-2で敗退し、またもタイトル挑戦はならなかった。2013年は1組5位となり、3年連続での本戦出場を果たす（本戦は準々決勝で郷田真隆に敗戦）。

### 叡王戦優勝・電王戦出場
2015年、第1期の叡王戦で、決勝三番勝負において2-0で郷田真隆を破って優勝。第1期叡王（タイトルではない）となり、第1期電王戦でコンピューターソフト『ponanza』との二番勝負に出場。第1局は2016年4月9-10日の二日制で岩手県・関山中尊寺にて行なわれ、85手で敗れた。第2局は同年5月21-22日に滋賀県・比叡山延暦寺で行われたが118手で敗れ、連敗で幕を閉じた。
2016年の第2期叡王戦は、前回優勝につきシードで本戦からの登場となったが、 1回戦で初出場の羽生善治に敗れた。
2016年度の第75期順位戦B級1組は、最終局を迎えた時点で久保利明が山崎と同成績（8勝3敗）ながら、順位差でA級昇級を決めており、残り1枠を山崎（8勝3敗）、豊島将之（7勝4敗）、阿久津主税（7勝4敗）の3人が争っていた。山崎のA級昇級には勝利が絶対条件となる最終局で阿久津との直接対決に敗れた。順位戦最終局の終了後は山崎・阿久津・豊島の3人とも8勝4敗の同成績となるも、順位差で豊島がリーグ2位の昇級枠に滑り込み、阿久津と山崎はA級昇級を逃す結果となった。しかし、この年の好成績が結果として4年後のA級初昇級へと繋がることになる（後述）。
2017年11月19日、JT将棋日本シリーズ決勝戦において、豊島将之を破り同棋戦初優勝。
第67回（2017年度）NHK杯戦では、1回戦で中村太地との「将棋フォーカス」MC対決に勝利、2回戦では羽生善治に勝利する等で順調に勝ち進み、前回優勝時以来13年ぶりに決勝進出、2018年3月18日放送の決勝戦で稲葉陽を破り、2度目の優勝を果たした。

### 順位戦A級昇級
2019年度の第78期順位戦B級1組は成績不振で3勝9敗に終わるも、順位差によりクラス11位で残留。同成績の谷川浩司は12位で降級と明暗が分かれる結果となった。谷川とは第76・77期でもまったくの同成績であり、残留の決め手となった順位差は3年前、昇級を逃した第75期の成績によって生まれたものだった。
2020年度の第79期は前期と一転して10戦終了時点で9勝1敗の好成績で推移した。2021年2月4日の第79期順位戦12回戦では久保利明に敗れるも、昇級を争っていた郷田真隆が松尾歩に敗れたことで1局を残してクラス2位以上が確定し、順位戦参加23期目にして初のA級昇級となった。これは初昇級までに要した期間としては屋敷伸之の22期を抜いて史上最長のものとなる。
2021年度の第80期は初めてA級で順位戦を戦い、5回戦で菅井竜也に勝利したがその1勝にとどまり、1勝8敗でA級から1期で陥落した。
2022年度には、第35期竜王戦で1組4位で決勝トーナメントに進み、稲葉陽、永瀬拓矢を破り挑戦者決定戦まで勝ち上がったが、2組優勝の広瀬章人に2連敗で敗れ挑戦権を逃した。

### 15年ぶりのタイトル挑戦・九段昇段
2024年には第95期棋聖戦準決勝で永瀬拓矢を下し挑戦者決定戦に進出。
挑戦者決定戦では佐藤天彦に勝利し、2009年の王座戦以来、15年振り2度目のタイトル戦挑戦を決めた。タイトル戦出場の15年間のブランクは、将棋界において歴代2位の記録である。しかし、五番勝負は藤井聡太棋聖に3連敗で敗れた。
同2024年度の第37期竜王戦では自身初の1組優勝を果たした。挑戦者決定トーナメントは初戦の準決勝で敗退。
2024年度開始の第83期順位戦B級1組では苦戦し、B級1組11回戦で石井健太郎に敗れたことでB級2組への降級が決まった。続くB級1組12回戦・羽生善治との対局での勝利し、勝数規定（八段昇段後250勝）により九段昇段を果たした。

## 棋風
基本的には居飛車党である。棋士デビュー直後は矢倉も好んで指していたが勝ちにはあまり恵まれず、その後角換わり、相掛かりと得意戦法を変えていく。
早指しで力を発揮し、前述のNHK杯の他、早指し新鋭戦・叡王戦・JTプロ公式戦等、早指し棋戦の優勝が多い。また、『将棋フォーカス』で行われた1分切れ負けの特別対局では、深浦康市に敗れるまで7連勝している。本人によれば一番好きな持ち時間は2時間とのこと。
工夫を凝らした独創的な序盤戦術で、相掛かり先手の▲6八銀からの指し方など、「山崎流」と呼ばれる指し方がある。中終盤でも、低段時代から独特の感覚を持ち、他の棋士とは違う読み筋を披露することが多々ある。
本人によれば定跡を追い求めていくことは余り好きではなく、新しい将棋を好む。2013年のインタビューでは、独創的な棋風となった要因として、かつて関東ではトップ棋士が奨励会員と研究会を行う様な研究会花盛りの時代に、山崎の所属していた関西の棋界が「研究暗黒の時代」、「研究会など恥ずかしい」といった風潮があったような状態であったことを挙げている。そのため特に山崎が意識をした訳ではないが、「互いに悪路を行く様な将棋」を指す様になったと語っている。
2013年現在は「自由度の高い」相掛かり、特に引き飛車棒銀を好んで指すが、二筋からの攻めにはこだわらない。さまざまな所で戦いを起こす駆け引きが楽しいとのことである。なお、後手番では2013年現在、一手損角換わりを得意とする。
2013年に佐藤康光が評した所によれば、「山崎将棋は独創と信念を感じる。彼くらい人まねをしない人も珍しい。よほど感性が豊かなのでしょう」とのことである(『 NHK杯伝説の名勝負 次の一手』 p.184より引用)。第1期電王戦での二つ名は「独創の叡智」および「独創のプロ棋士」。

## 人物
- その容姿から、若い頃は「西の王子」と呼ばれていた[31][注 6]。
- 2014年に結婚[33]。2015年の叡王戦では、巾着に入れていた娘の写真を対局時に見てパワーをもらっていたという。
- 左利き。2016年の将棋電王戦では、対局相手の「新電王手さん」が初めての左利きの棋士との対局となり、急遽技術者がセンサ位置等の調整に追われるハプニングもあった[34]。
- 勝負に集中すると頬を膨らませる癖があり、その時の顔から「たこやき」というあだ名をつけられている。
- 上記のとおり研究よりも独特の感性から繰り出される指し手で勝負する天才型で、若手時代から将来を嘱望されてきたが、若いころからボヤキも多く、対局中に控え室にきて「もう投げます」と言い残してからすぐに投了した「予告投了」は語り種となっている[35]。
- 二歩による反則負けを2回取られている。いずれも、わずか数手前に歩兵を打ったことを忘れたがために起きたハプニングである。
  - 1998年 銀河戦 対・佐伯昌優戦 88手目△4八歩の後、94手目△4一歩
  - 2004年 棋聖戦 対・小林裕士戦 83手目▲3九歩の後、87手目▲3三歩

（二歩の例 も参照）
これは2005年放送の『大逆転将棋』でも取り上げられ、司会の神吉宏充及び解説役として出演していた米長邦雄はその反則頻度の高さに言及した上で、山崎を二代目“永世反則王”候補とした。
- ユーモア精神に富んでおり、テレビや席上対局の解説で、過激なジョークをしばしば発する。
  - 第64期名人戦第1局1日目でテレビでの解説を担当。生放送の解説で「断言してしまって大丈夫ですか？」という聞き手の矢内理絵子の振りに対して「これで当たらなかったら… 矢内さんを諦めます」と、山崎が矢内に好意を寄せていると解釈されかねない発言をした。その後6年半が経過した第3期女流王座戦の前夜祭において、直前に結婚を発表していた矢内に対し花束を贈呈するプレゼンターを山崎が務め、壇上で「諦めます」と発言。喝采を浴びた[36]。
  - 2018年4月22日天童人間将棋にて詰みを認識した時に、対局相手の屋敷に「お前はもう詰んでいる！」と言い放ち、勝ち切った[注 8][37]。
- 第64期名人戦第1局2日目で、画面が中継に変わっている間にズボンのベルトを緩めていたところ、画面がスタジオに戻りその瞬間が映ってしまい、聞き手の矢内を失笑させた。
- 2015年4月から2019年3月までNHK Eテレ『将棋フォーカス』の司会を中村太地・伊藤かりん（当時乃木坂46）と共に務めていた。
- 2024年6月、利き目の左目が緑内障に侵されていることを公開した。本人によればしばらく前から「目が霞む」などの症状が出ており視力の悪化などを疑っていたが、同年3月に医師の診察を受けたところ、緑内障の進行度合いを示すMD値がマイナス14デシベル[注 9]だったという。医師からは「手術しても完治しない」と言われており、点眼薬で病状の進行を遅らせる形で対応している[38]。

## 弟子

### 女流棋士となった弟子
| 名前     | 女流プロ入り日 | 段位、主な活躍            |
| -------- | -------------- | ------------------------- |
| 磯谷祐維 | 2023年11月17日 | 女流初段、一般棋戦優勝1回 |

（2024年1月3日現在）

## 昇段履歴
- 1992年09月30日 ： 6級 = 関西奨励会入会[39]
- 1994年00月00日 ： 初段
- 1995年06月00日 ： 三段（第18回奨励会三段リーグ〈1995年度後期〉からリーグ参加）[40][41]
- 1998年04月01日 ： 四段（第22回奨励会三段リーグ 成績2位） = プロ入り [39][42]
- 2001年08月28日 ： 五段（勝数規定／公式戦100勝、通算100勝）[43]
- 2004年11月18日 ： 六段（勝数規定／五段昇段後公式戦120勝、通算220勝）[44]
- 2006年08月10日 ： 七段（竜王ランキング戦連続昇級、通算279勝）[45]
- 2013年07月27日 ： 八段（勝数規定／七段昇段後公式戦190勝、通算469勝）[46]
- 2025年02月06日 ： 九段（勝数規定／八段昇段後公式戦250勝、通算719勝438敗）[20][47]

## 主な成績

### タイトル挑戦
- 王座戦（2009年度 = 第57期）
- 棋聖戦（2024年度 = 第95期）

登場回数 2回、タイトル獲得なし
準タイトル戦
- 2005年（2004年度）第23回朝日オープン将棋選手権挑戦者

### 一般棋戦優勝
全棋士参加一般棋戦
- NHK杯 2回（2004年度 = 第54回、2017年度 ＝ 第67回）

その他一般棋戦
- ネット将棋・最強戦 1回（2009年度 = 第3回）
- 新人王戦 2回（2000年度 = 第31回、2004年度 = 第35回）
- 早指し新鋭戦 1回（2002年度 = 第21回）
- 叡王戦 1回（2015年度 = 第1期）
- JTプロ公式戦 1回（2017年度 = 第38回）

優勝回数 合計8回

### 将棋大賞
- 第28回（2000年度） 新人賞
- 第30回（2002年度） 勝率第一位賞（0.745）・連勝賞（16連勝）
- 第31回（2003年度） 連勝賞（22連勝 = 歴代3位タイ）
- 第32回（2004年度） 敢闘賞
- 第39回（2011年度） 升田幸三賞特別賞[48]

### 在籍クラス
| 開始 年度 | (出典)順位戦出典 | (出典)順位戦出典 | (出典)順位戦出典 | (出典)順位戦出典 | (出典)順位戦出典 | (出典)順位戦出典 | (出典)順位戦出典 | (出典)順位戦出典 | (出典)竜王戦出典 | (出典)竜王戦出典 | (出典)竜王戦出典 | (出典)竜王戦出典 | (出典)竜王戦出典 | (出典)竜王戦出典 | (出典)竜王戦出典 | (出典)竜王戦出典 | (出典)竜王戦出典 | (出典)竜王戦出典 |
| 開始 年度 | 期               | 名人             | A級              | B級              | B級              | C級              | C級              | 0                | 期               | 竜王             | 1組              | 2組              | 3組              | 4組              | 5組              | 6組              | 決勝 T           |                  |
| 開始 年度 | 期               | 名人             | A級              | 1組              | 2組              | 1組              | 2組              | 0                | 期               | 竜王             | 1組              | 2組              | 3組              | 4組              | 5組              | 6組              | 決勝 T           |                  |
| --- | ---------------- | ---------------- | ---------------- | ---------------- | ---------------- | ---------------- | ---------------- | ---------------- | ---------------- | ---------------- | ---------------- | ---------------- | ---------------- | ---------------- | ---------------- | ---------------- | ---------------- | ---------------- |
| 1998 | 57               |                  |                  |                  |                  |                  | C247             | 7-3              | 12               |                  |                  |                  |                  |                  |                  | 6組              | --               | 1-1/昇0-1        |
| 1999 | 58               |                  |                  |                  |                  |                  | C212             | 6-4              | 13               |                  |                  |                  |                  |                  |                  | 6組              | --               | 1-1/昇5-1        |
| 2000 | 59               |                  |                  |                  |                  |                  | C209             | 4-6              | 14               |                  |                  |                  |                  |                  |                  | 6組              | --               | 0-1/昇5-0        |
| 2001 | 60               |                  |                  |                  |                  |                  | C225             | 7-3              | 15               |                  |                  |                  |                  |                  | 5組              |                  | --               | 1-1/昇2-1        |
| 2002 | 61               |                  |                  |                  |                  |                  | C208             | 8-2              | 16               |                  |                  |                  |                  |                  | 5組              |                  | 2-1              | 5-0 (1位)        |
| 2003 | 62               |                  |                  |                  |                  |                  | C201             | 8-2              | 17               |                  |                  |                  |                  | 4組              |                  |                  | --               | 0-1/昇0-1/残2-1  |
| 2004 | 63               |                  |                  |                  |                  | C129             |                  | 8-2              | 18               |                  |                  |                  |                  | 4組              |                  |                  | --               | 1-1/昇6-0        |
| 2005 | 64               |                  |                  |                  |                  | C103             |                  | 10-0             | 19               |                  |                  |                  | 3組              |                  |                  |                  | --               | 1-1/昇3-0        |
| 2006 | 65               |                  |                  |                  | B220             |                  |                  | 7-3              | 20               |                  |                  | 2組              |                  |                  |                  |                  | --               | 1-1/昇0-1        |
| 2007 | 66               |                  |                  |                  | B207             |                  |                  | 8-2              | 21               |                  |                  | 2組              |                  |                  |                  |                  | 0-1              | 4-0 (1位)        |
| 2008 | 67               |                  |                  | B112             |                  |                  |                  | 5-7              | 22               |                  | 1組              |                  |                  |                  |                  |                  | --               | 0-1/出0-1        |
| 2009 | 68               |                  |                  | B110             |                  |                  |                  | 7-5              | 23               |                  |                  | 2組              |                  |                  |                  |                  | --               | 0-1/昇3-1        |
| 2010 | 69               |                  |                  | B106             |                  |                  |                  | 6-6              | 24               |                  |                  | 2組              |                  |                  |                  |                  | 1-1              | 3-1 (2位)        |
| 2011 | 70               |                  |                  | B106             |                  |                  |                  | 7-5              | 25               |                  | 1組              |                  |                  |                  |                  |                  | 3-2              | 3-1 (2位)        |
| 2012 | 71               |                  |                  | B106             |                  |                  |                  | 8-4              | 26               |                  | 1組              |                  |                  |                  |                  |                  | 1-1              | 0-1/出3-0(5位)   |
| 2013 | 72               |                  |                  | B103             |                  |                  |                  | 7-5              | 27               |                  | 1組              |                  |                  |                  |                  |                  | --               | 1-1/出0-1        |
| 2014 | 73               |                  |                  | B106             |                  |                  |                  | 8-4              | 28               |                  | 1組              |                  |                  |                  |                  |                  | --               | 0-1/出0-1        |
| 2015 | 74               |                  |                  | B104             |                  |                  |                  | 5-7              | 29               |                  |                  | 2組              |                  |                  |                  |                  | --               | 2-1/昇1-0        |
| 2016 | 75               |                  |                  | B110             |                  |                  |                  | 8-4              | 30               |                  | 1組              |                  |                  |                  |                  |                  | --               | 0-1/出0-1        |
| 2017 | 76               |                  |                  | B102             |                  |                  |                  | 5-5              | 31               |                  |                  | 2組              |                  |                  |                  |                  | --               | 2-1/昇1-0        |
| 2018 | 77               |                  |                  | B105             |                  |                  |                  | 6-6              | 32               |                  | 1組              |                  |                  |                  |                  |                  | --               | 1-1/出0-1        |
| 2019 | 78               |                  |                  | B106             |                  |                  |                  | 3-9              | 33               |                  | 1組              |                  |                  |                  |                  |                  | --               | 1-1/出0-1        |
| 2020 | 79               |                  |                  | B111             |                  |                  |                  | 9-3              | 34               |                  | 1組              |                  |                  |                  |                  |                  | 0-1              | 2-1/出1-0(3位)   |
| 2021 | 80               |                  | A 10             |                  |                  |                  |                  | 1-8              | 35               |                  | 1組              |                  |                  |                  |                  |                  | 2-2              | 1-1/出2-0(4位)   |
| 2022 | 81               |                  |                  | B102             |                  |                  |                  | 6-6              | 36               |                  | 1組              |                  |                  |                  |                  |                  | --               | 0-1/出1-1        |
| 2023 | 82               |                  |                  | B107             |                  |                  |                  | 5-7              | 37               |                  | 1組              |                  |                  |                  |                  |                  | 0-1              | 4-0 (1位)        |
| 2024 | 83               |                  |                  | B110             |                  |                  |                  | 3-9              | 38               |                  | 1組              |                  |                  |                  |                  |                  | --               | 0-1/出0-1        |
| 2025 | 84               |                  |                  |                  | B203             |                  |                  | -                | 39               |                  |                  | 2組              |                  |                  |                  |                  | --               | -                |
| 順位戦、竜王戦の 枠表記 は挑戦者。右欄の数字は勝-敗(番勝負/PO含まず)。 順位戦の右数字はクラス内順位 ( x当期降級点 / *累積降級点 / +降級点消去 ) 順位戦の「F編」はフリークラス編入 /「F宣」は宣言によるフリークラス転出。 竜王戦の 太字 はランキング戦優勝、竜王戦の 組(添字) は棋士以外の枠での出場。 |                  |                  |                  |                  |                  |                  |                  |                  |                  |                  |                  |                  |                  |                  |                  |                  |                  |                  |

### 年度別成績
| 1998年度         | 33     | 22   | 11   | 0.6670 | [ 51 ] |          |          |          |          |          |
| 1999年度         | 35     | 20   | 15   | 0.5710 | [ 52 ] |          |          |          |          |          |
| 2000年度         | 58     | 40   | 18   | 0.6896 | [ 53 ] |          |          |          |          |          |
| 1998-2000 (小計) | 126    | 82   | 44   |        |        |          |          |          |          |          |
| 年度             | 対局数 | 勝数 | 負数 | 勝率   | (出典) |          |          |          |          |          |
| 2001年度         | 51     | 35   | 16   | 0.6862 | [ 54 ] |          |          |          |          |          |
| 2002年度         | 51     | 38   | 13   | 0.7450 | [ 55 ] |          |          |          |          |          |
| 2003年度         | 57     | 42   | 15   | 0.7368 | [ 56 ] |          |          |          |          |          |
| 2004年度         | 53     | 42   | 11   | 0.7924 | [ 57 ] |          |          |          |          |          |
| 2005年度         | 50     | 32   | 18   | 0.6400 | [ 58 ] |          |          |          |          |          |
| 2006年度         | 43     | 30   | 13   | 0.6977 | [ 59 ] |          |          |          |          |          |
| 2007年度         | 37     | 25   | 12   | 0.6757 | [ 60 ] |          |          |          |          |          |
| 2008年度         | 44     | 26   | 18   | 0.5909 | [ 61 ] |          |          |          |          |          |
| 2009年度         | 54     | 35   | 19   | 0.6481 | [ 62 ] |          |          |          |          |          |
| 2010年度         | 47     | 29   | 18   | 0.6170 | [ 63 ] |          |          |          |          |          |
| 2001-2010 (小計) | 487    | 334  | 153  |        |        |          |          |          |          |          |
| 1998-2020 (累計) | 1002   | 642  | 360  |        |        |          |          |          |          |          |
| 年度             | 対局数 | 勝数 | 負数 | 勝率   | (出典) |          |          |          |          |          |
| 2011年度         | 41     | 24   | 17   | 0.5854 | [ 64 ] |          |          |          |          |          |
| 2012年度         | 40     | 23   | 17   | 0.5750 | [ 65 ] |          |          |          |          |          |
| 2013年度         | 32     | 17   | 15   | 0.5313 | [ 66 ] |          |          |          |          |          |
| 2014年度         | 35     | 20   | 15   | 0.5714 | [ 67 ] |          |          |          |          |          |
| 2015年度         | 43     | 27   | 16   | 0.6279 | [ 68 ] |          |          |          |          |          |
| 2016年度         | 43     | 24   | 19   | 0.5581 | [ 69 ] |          |          |          |          |          |
| 2017年度         | 43     | 27   | 16   | 0.6279 | [ 70 ] |          |          |          |          |          |
| 2018年度         | 37     | 21   | 16   | 0.6279 | [ 71 ] |          |          |          |          |          |
| 2019年度         | 42     | 21   | 21   | 0.5000 | [ 72 ] |          |          |          |          |          |
| 2020年度         | 33     | 22   | 11   | 0.6666 | [ 73 ] |          |          |          |          |          |
| 2011-2020 (小計) | 399    | 226  | 173  |        |        |          |          |          |          |          |
| 1998-2020 (累計) | 1002   | 642  | 360  |        |        | 通算成績 | 通算成績 | 通算成績 | 通算成績 | 通算成績 |
| 年度             | 対局数 | 勝数 | 負数 | 勝率   | (出典) | 対局数   | 勝数     | 負数     | 勝率     | (出典)   |
| 2021年度         | 38     | 17   | 381  | 0.4473 | [ 74 ] | 1040     | 659      | 401      | 0.6336   | [ 75 ]   |
| 2022年度         | 43     | 23   | 20   | 0.5349 | [ 76 ] | 1083     | 682      | 401      | 0.6297   | [ 77 ]   |
| 2023年度         | 37     | 20   | 17   | 0.5405 | [ 78 ] | 1120     | 702      | 418      | 0.6267   | [ 79 ]   |
| 2024年度         | 41     | 18   | 23   | 0.4390 | [ 80 ] | 1161     | 720      | 441      | 0.6201   | [ 81 ]   |
| 2021-2024 (小計) | 159    | 78   | 81   |        |        |          |          |          |          |          |
| 通算             | 1161   | 720  | 441  | 0.6201 | [ 81 ] |          |          |          |          |          |
| 2024年度まで     |        |      |      |        |        |          |          |          |          |          |

### その他表彰
- 2019年04月12日 - 通算600勝達成（将棋栄誉賞、受賞56人目[注 10]／通算600勝329敗、勝率0.646）[82]

## 著書
- ひらめき次の一手 解き方講座付き 初級編（2006年5月、毎日コミュニケーションズ、ISBN 4-8399-2092-3）
- ひらめき次の一手 解き方講座付き 中級編（2006年6月、毎日コミュニケーションズ、ISBN 4-8399-2105-9）
- ひらめき次の一手 実戦次の一手付き 初段編（2006年7月、毎日コミュニケーションズ、ISBN 4-8399-2123-7）
- 逆転のメカニズム (2013年1月、マイナビ、 ISBN 978-4839945763) NHK将棋講座、「山崎隆之のちょいワル逆転術」の書籍化。
- 相掛かり無敵定跡研究 (2013年9月、マイナビ、ISBN  978-4-8399-4819-1) 野月浩貴七段(2013年当時)との共著。